# Maurice Gaudefroy-Demombynes
Maurice Gaudefroy-Demombynes, né le 15 décembre 1862 à Renancourt-lès-Amiens, mort le 12 août 1957  à Hautot-sur-Seine, est un arabisant français, spécialiste de l'islam et de l'histoire des religions.
Ses travaux les plus connus sont ses études historiques et religieuses sur le pèlerinage de La Mecque, ainsi que sur les institutions musulmanes. Il a également traduit en français dans une édition annotée le récit des voyages de l'écrivain et explorateur arabe Ibn Jubair (1145-1217). Un ouvrage fondamental important est également son livre écrit d'après des auteurs arabes et concernant la Syrie à l'époque des mamelouks.
Maurice Gaudefroy-Demombynes a été professeur à l'École nationale des langues orientales vivantes (aujourd'hui INALCO).

## Œuvres
- Ibn Khaldoun : Les Rois de Grenade (traduction). Paris 1898
- Les Cérémonies du mariage en Algérie. Paris 1900
- Le Pèlerinage à la Mekke. Étude d'histoire religieuse. Paris 1923 (Annales du Musée Guimet: Bibliothèque d'études ; 33)
- Les Institutions musulmanes. Paris 1921 (Nouvelle édition Paris, Flammarion, Bibliothèque de philosophie scientifique, 1946)
- Mahomet. L'Homme et son message. Paris 1957 (Réédition Paris 1969)
- (En collaboration avec S.F. Platonov) Le Monde musulman et byzantin jusqu'aux croisades. Paris, E. de Boccard, 1931 (Histoire du Monde 7,1)
- (En collaboration avec Louis Mercier) Manuel d'arabe marocain. Grammaire et dialogues. Nouvelle édition revue et augmentée par Louis Mercier. Paris, Société d'éditions géographiques, maritimes et coloniales, 1925
- La Syrie à l'époque des Mamelouks d'après les auteurs arabes: description géographique, économique et administrative précédée d'une introduction sur l'organisation gouvernementale / Maurice Gaudefroy-Demombynes. Paris, Geuthner, 1923 (Haut-Commissariat de la République Française en Syrie et au Liban : Bibliothèque archéologique et historique, Vol III.)
- Masālik el abṣār fi ... / 1 / L'Afrique, moins l'Égypte / Abu-'l-ʿAbbās Aḥmad Ibn-Yaḥyā Šihāb-ad-Dīn Ibn-Faḍlallāh al-ʿUmarī. Paris 1927.
- Masālik el abṣār fi mamālik el amṣār / Abu-'l-ʿAbbās Aḥmad Ibn-Yaḥyā Šihāb-ad-Dīn Ibn-Faḍlallāh al-ʿUmarī. Paris 1927.
- Voyages. Première édition, quatre volumes. Paris, Librairie orientaliste Geuthner, 1949, 1951, 1953–1956 et 1965 (Documents relatifs à l'Histoire des Croisades publiés par l'Académie des inscriptions et belles-lettres. Vol I–III, plus Atlas).
- Voyages / P. 4 / Tables / Muḥammad Ibn-Aḥmad Ibn-Ǧubair. 1965
- Voyages ; P. 3 / Muḥammad Ibn-Aḥmad Ibn-Ǧubair. 1953–1956
- Voyages ; P. 2 / Muḥammad Ibn-Aḥmad Ibn-Ǧubair. 1951
- Voyages ; P. 1 / Muḥammad Ibn-Aḥmad Ibn-Ǧubair. 1949
- Grammaire de l'arabe classique: (morphologie et syntaxe) / Régis Blachère. - 3e éd., revue et remaniée (nouveau tirage). - Paris: Maisonneuve et Larose, 1952
- Les cent et une nuits. Traduites de l'arabe. Paris: Librairie orientale et américaine E. Guilmoto, s.d. Traduites avec des notes détaillées à partir d'un manuscrit nord-africain moderne avec des variantes de trois autres.
- Documents sur les langues de l'Oubangui-Chari, Paris, 1907. Comprend (p. 107–122) une liste comparative de 200 mots des langues Bua, Niellim, Fanian et Tunia, avec une brève grammaire et quelques phrases recueillies par Decorse.

## Source de traduction
- (de) Cet article est partiellement ou en totalité issu de l’article de Wikipédia en allemand intitulé « Maurice Gaudefroy-Demombynes » (voir la liste des auteurs).